# El nuevo indio
El nuevo indio, ensayos indianistas sobre la sierra surperuana es un ensayo peruano del escritor cusqueño José Uriel García escrito en 1929 y publicado en 1930 por la editorial H.G. Rozas Sucesores en Cusco. En el ensayo, el autor reflexiona sobre los procesos de mestizaje y el surgimiento de una nueva comprensión sobre la identidad indígena. Gracias a sus exploraciones en el universo estético artístico que incluyó la pintura, escultura, arquitectura, música e indumentaria del sur peruano, se ha considerado que este libro forma parte del grupo de textos fundacionales de la historiografía del arte peruano.
La editorial H.G. Rozas publicó una segunda edición corregida en 1937. Editorial Universo publicó una edición en 1973 y el Fondo Editorial Universidad Inca Garcilaso de la Vega otra en 2016.

## Argumento
El ensayo se estructura en tres partes: «El indio antiguo», «El nuevo indio» y «El pueblo mestizo». Sus argumentos abarcan disciplinas como la artística, antropológica, sociológica y psicológica.En el texto, Uriel García propone una comprensión de lo indio que va más allá de lo biológico:

Creo poco claro y apropiado llamarlo hispano-americano o hispano-incaico, en el mismo sentido fisiológico en que usualmente se emplea la palabra mestizo; es decir, como el vástago que tiene un cincuenta por ciento de sangre indígena por otro tanto de sangre española. Pero ya se sabe que la persona humana —y, en este caso, la cultura— no sólo [sic] es una masa sanguínea, sino, principalmente, una entidad espiritual, y para el espíritu ya no valen las leyes mecánicas
El nuevo indio (2015 [1930]): 169-170.